# Helixe
Helixe est un studio de développement de jeux vidéo américain fondé en 2000 et disparu en 2008. Elle était la propriété de THQ.
Des anciens employés de Helixe ont fondé DoubleTap Games.
L'entreprise était spécialisée dans les adaptations de licences sur Game Boy Advance et Nintendo DS.

## Ludographie
- Cars : Quatre Roues (GBA, DS)
- La Famille Delajungle : À la poursuite de Darwin (GBA)
- The Fairly OddParents! Shadow Showdown (GBA)
- Les Indestructibles (GBA)
- Les Indestructibles : La Terrible Attaque du Démolisseur (GBA, DS)
- Jimmy Neutron, un garçon génial : Jet Fusion (GBA)
- Ratatouille (GBA, DS)
- Ratatouille : Cuisine en délire (DS)
- Rocket Power : Le Cauchemar d'Otto (GBA)
- Rocket Power: Beach Bandits (GBA)
- Scooby-Doo, le film (GBA)
- Star Wars: The New Droid Army (GBA)
- Tak et le Pouvoir de Juju (GBA)
- Tak 2 : Le Sceptre des rêves (GBA)
- WALL-E (DS)
- Annulé : de Blob (DS)